# Contea di Garland
La contea di Garland, in inglese Garland County, è una contea dello Stato dell'Arkansas, negli Stati Uniti. La popolazione al censimento del 2000 era di 88.068 abitanti. Il capoluogo di contea è Hot Springs. Il nome le è stato dato in onore di Augustus Garland, l'undicesimo governatore del territorio dell'Arkansas (Arkansas Territory).

## Geografia fisica
La contea si trova nella parte centro-occidentale dell'Arkansas. Lo United States Census Bureau certifica che l'estensione della contea è di 1.903 km², di cui 1.754 km² composti da terra e i rimanenti 149 km² composti di acqua.

### Contee confinanti
- Contea di Perry (Arkansas) - nord
- Contea di Saline (Arkansas) - est
- Contea di Hot Spring (Arkansas) - sud
- Contea di Montgomery (Arkansas) - ovest
- Contea di Yell (Arkansas) - nord-ovest

### Principali strade ed autostrade
- U.S. Highway 70
- U.S. Highway 270
- Highway 5
- Highway 7
- Highway 88

## Storia
La Contea di Garland venne costituita il 5 aprile 1873.

## Città e paesi
- Fountain Lake
- Hot Springs
- Hot Springs Village
- Lake Hamilton
- Lonsdale
- Mountain Pine
- Piney
- Rockwell